# 陶銓
陶銓（1410年—？），字文衡，山西平陽府絳州人，軍籍。明朝政治人物。進士出身。

## 生平
山西鄉試第二名。正統十年（1445年）乙丑科會試第一百一十四名，殿試登進士第三甲第一名。

## 家族
曾祖陶子敬。祖父陶伯清。父亲陶春。